# Копилово (Нюксенський район)
Копило́во (рос. Копылово) — селище у складі Нюксенського району Вологодської області, Росія. Входить до складу Востровського сільського поселення.

## Населення
Населення — 185 осіб (2010; 277 у 2002).
Національний склад (станом на 2002 рік):
- росіяни — 98 %